# Bahía de Coquimbo

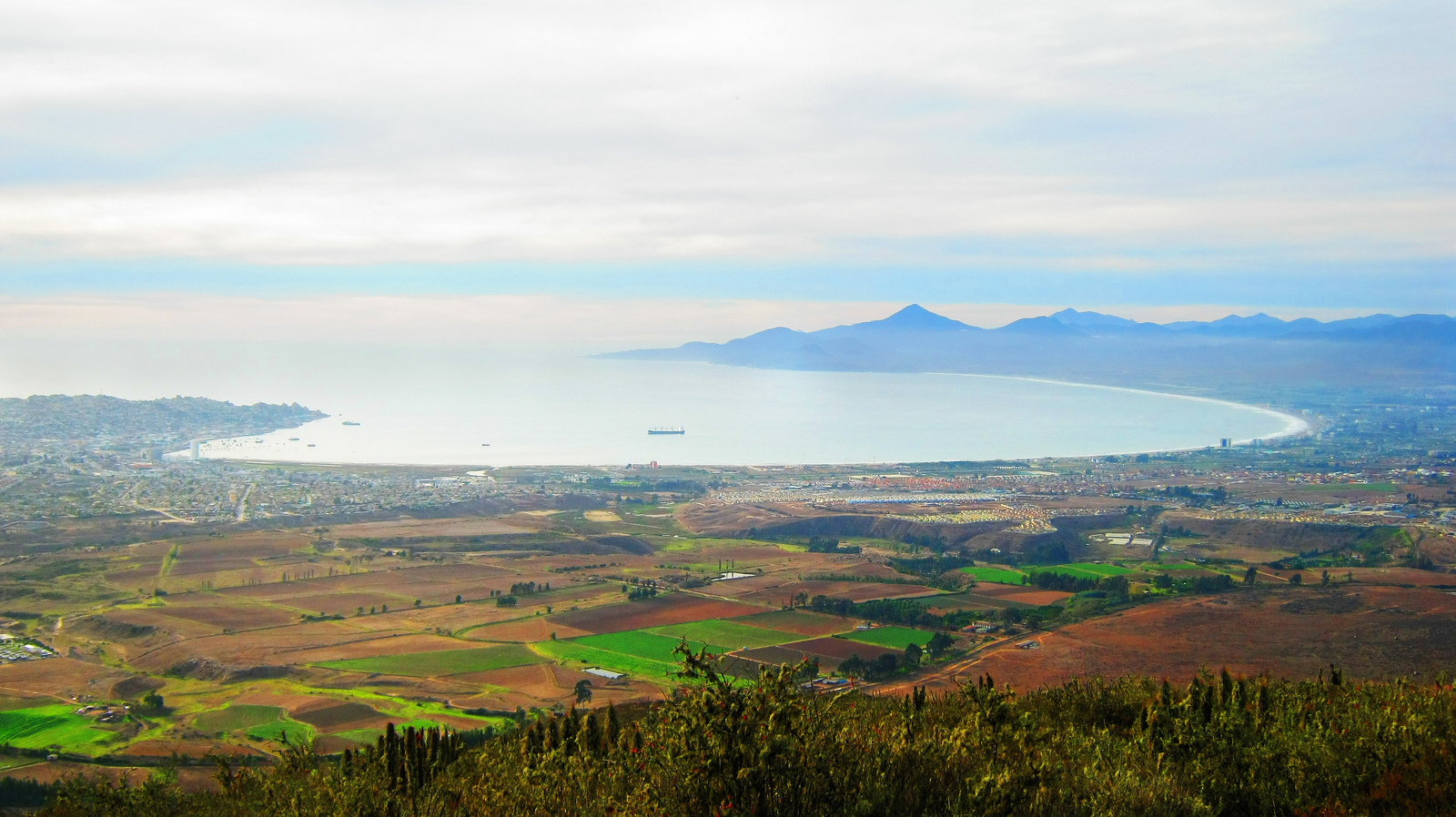
Vista de la bahía de Coquimbo.

La bahía de Coquimbo es una bahía sobre el Océano Pacífico en la Región de Coquimbo, Chile. La bahía abarca unos 20 km, en su extremo sur se encuentra la ciudad de Coquimbo, y en su extremo norte la punta Teatinos.
A causa de las actividades humanas e industriales que producen el vertido de desperdicios y sustancias químicas, la bahía se encuentra amenazada por contaminación.